# Южный парк птиц Малинки
Южный парк птиц Малинки — зоопарк в Красносулинском районе Ростовской области. Расположен на территории Пролетарского сельского поселения, возле города Шахты (посёлок Аютинский).

## История
Основан в 2016 году, получил статус зоопарка в 2022 году. Состоит в Союзе зоопарков и аквариумов России, а также является членом Евроазиатской региональной ассоциации зоопарков и аквариумов .

## Характеристики
По состоянию на 2022 год, площадь зоопарка 28 га, штат 96 человек. Состав экспозиции: млекопитающие — 17 видов, 101 экземпляр,
птицы — 193 вида, 966 экземпляров. Всего: 1 078 экземпляров 210 видов. 59 видов включены в Красные книги РФ и Международного союза охраны природы, среди них: шлемоносный казуар, птица-секретарь, орлы-скоморохи, стерх, дрофы, редкие виды попугаев и фазанов.